# Cathorops mapale
Cathorops mapale is een straalvinnige vissensoort uit de familie van christusvissen (Ariidae). De wetenschappelijke naam van de soort is voor het eerst geldig gepubliceerd in 2005 door Betancur-R. & Acero P..